# Rubielos de Mora
Rubielos de Mora est une commune d’Espagne, dans la province de Teruel, communauté autonome d'Aragon, comarque de Gúdar-Javalambre. Rubielos de Mora appartient à l'association Les Plus Beaux Villages d'Espagne.

## Géographie
Le village se situe dans la région montagneuse de Gúdar-Javalambre, à une altitude de 929 mètres.

## Démographie

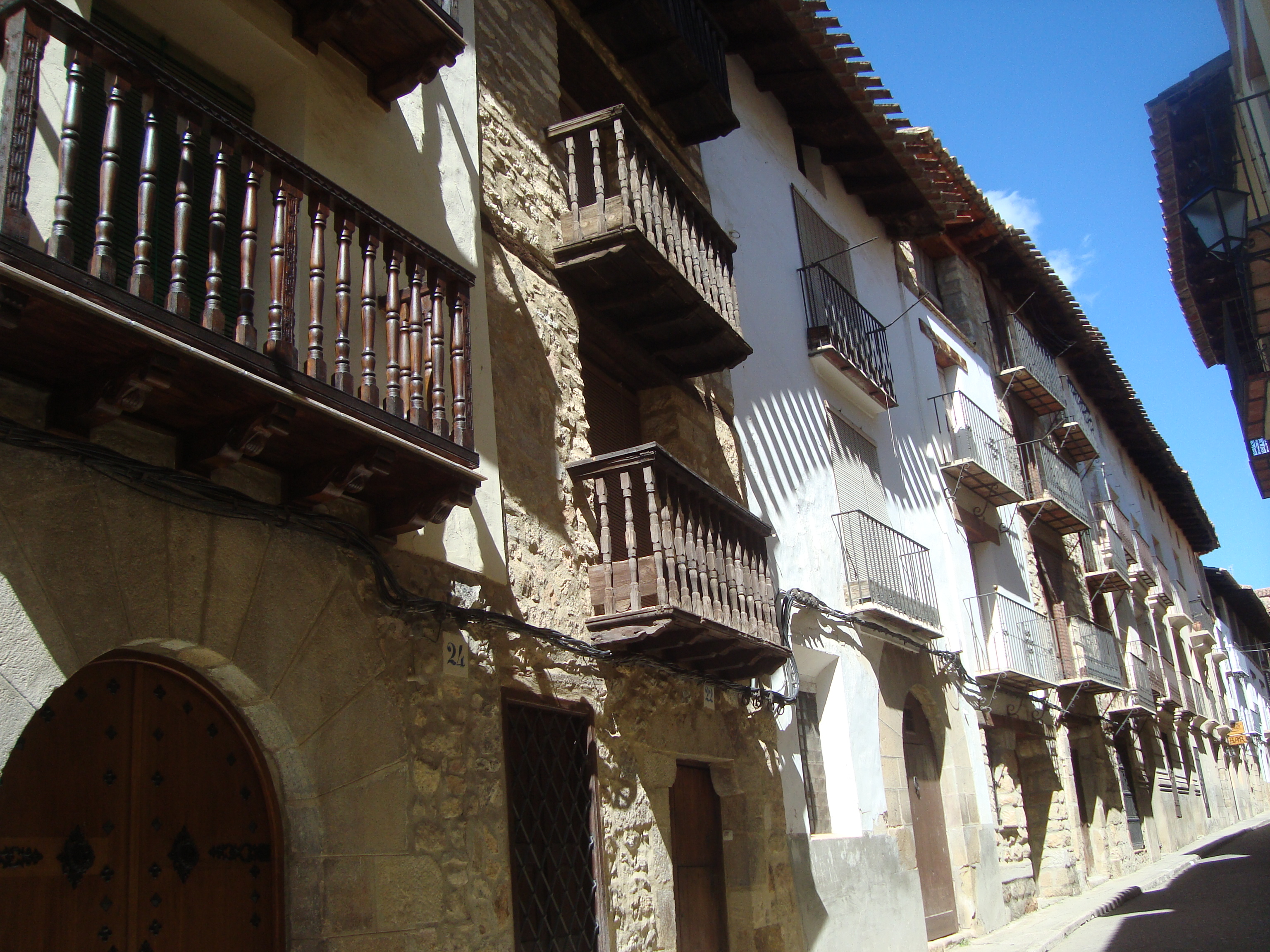
Centre urbain de Rubielos de Mora

### Articles connexes

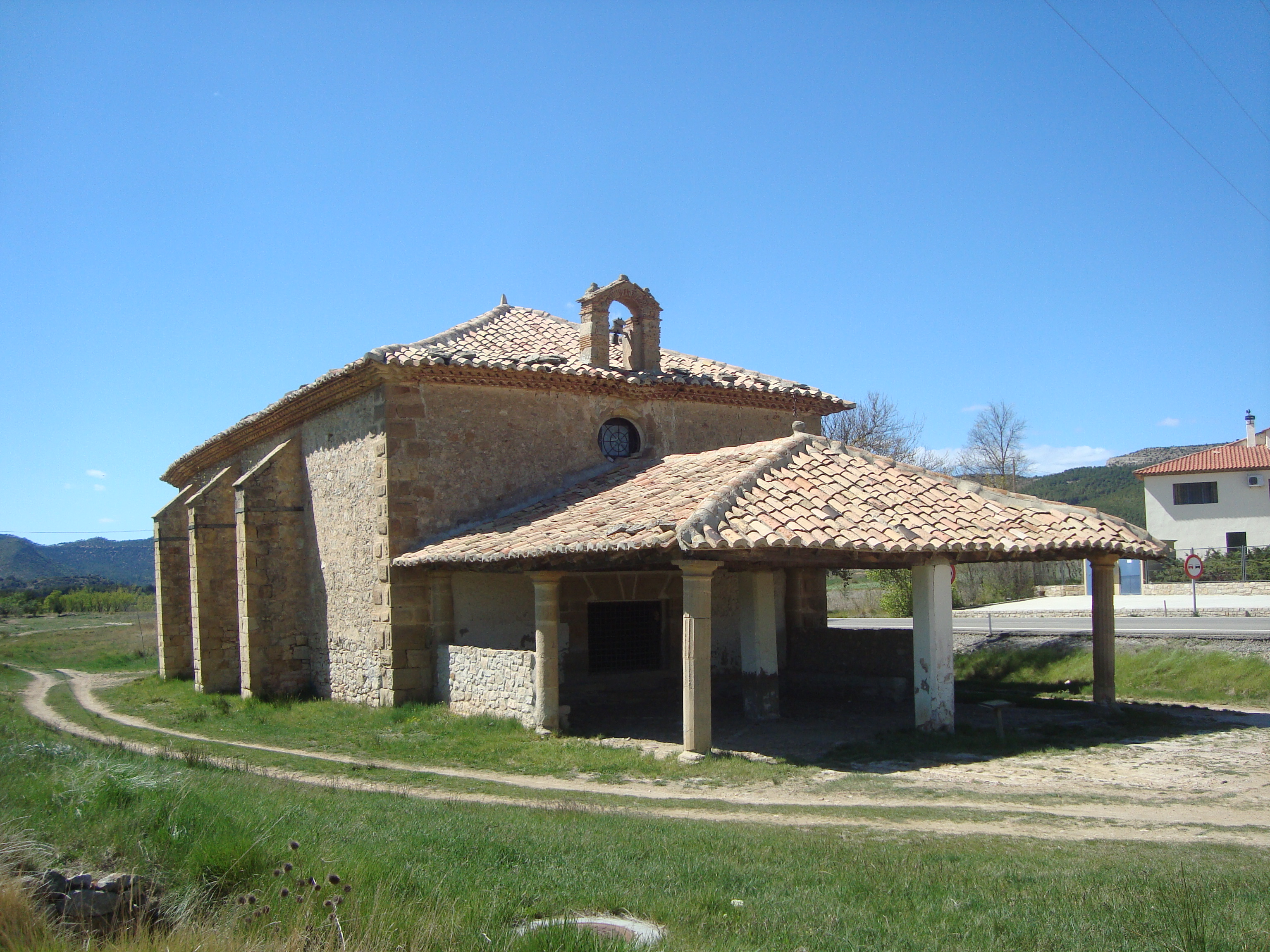
Ermitage Saint-Roch (Rubielos de Mora)

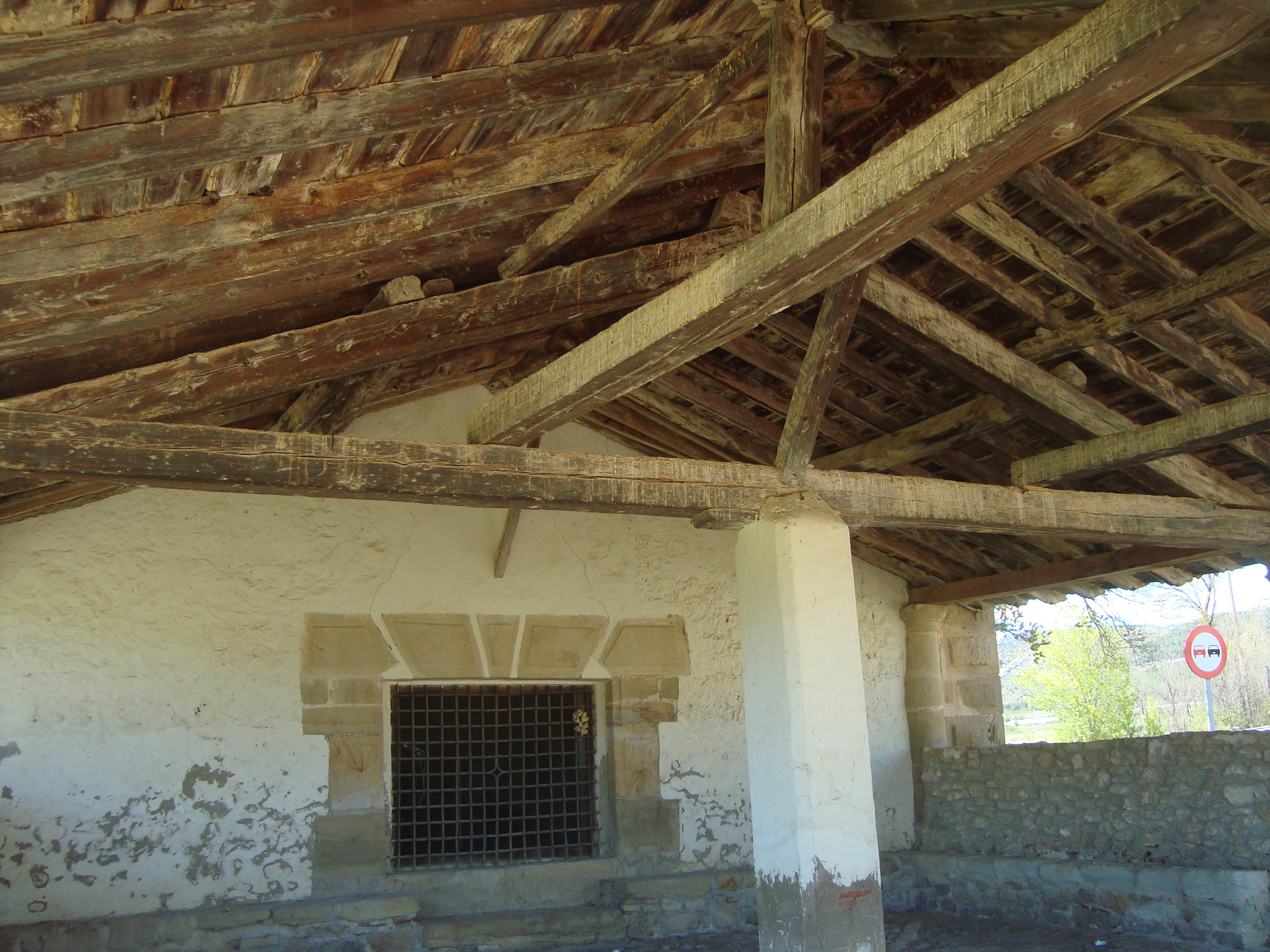
Ermitage Saint-Roch (Rubielos de Mora, Teruel)